# 悲伤逆流成河 (电影)
《悲伤逆流成河》（英語：Cry Me a Sad River），是一部于2018年上映的校园青春电影。本片与郭敬明的小说同名，实际上本电影改编于真实的校园欺凌事件，除了角色名稱外，劇情与原著完全无关。
由赵英博、任敏、辛云来、章若楠、朱丹妮领衔主演，2018年9月21日于中国大陆上映。

## 劇情
多組校園欺凌事件，打破了5位主角本應該美好的青春校園生活。
齊銘（趙英博 飾）清俊帥氣，是人人稱頌的優等生，而易遙（任敏 飾）卻是大家口中的“賠錢貨”。兩人一同長大，感情很好。而這一切，在轉學生唐小米（朱丹妮 飾）出現之後發生了翻天覆地的變化。流言成了毀人利器，處處對易遙進行刁難，易遙的生活開始陷入黑暗，遭受各類殘酷欺凌。顧森西（辛雲來 飾）教會易遙對校園暴力進行反擊，他的出現給了易遙一絲曙光。可陰差陽錯，顧森湘（章若楠 飾）的意外卻將她再度推入黑暗。當受害者變成施暴者，當看客變成助推，在這一場名為“玩笑”的鬧劇中，沒有旁觀者，只有施暴者。

## 演员列表

### 主要演员
| 演员姓名 | 角色名称 | 介绍                                                           |
| 赵英博   | 齐铭     | 校草 成績優異 是易遙的鄰居 在班上擔任班長                      |
| 任敏     | 易遙     | 家中貧窮 在唐小米在學校散播她有性病後被學校大多數人排擠 霸凌   |
| 辛云来   | 顧森西   | 顧森湘的弟弟 幫助易遥且喜歡她                                  |
| 章若楠   | 顧森湘   | 顧森西的姐姐 成績優異 校花 喜歡齊銘                            |
| 朱丹妮   | 唐小米   | 轉校生 因為之前在另一所學校被霸凌所以到新學校當霸凌者 喜歡齊銘 |

### 其他演员
| 演员姓名 | 角色名称 | 介绍                                                                                       |
| 邬君梅   | 林華鳳   | 易遙的母親 靠替別人按摩來賺錢生活費 因大意沒把易遙的毛巾收走讓客人使用到而導致易遙染上性病 |
| 陶慧敏   | 李婉心   | 齊銘的母親 不喜易遙一家                                                                    |
| 林芷伊   | 谷丹     | 高二一班的學生 易遙的同學 想幫助易遙但被愛鈺等人阻止                                       |
| 李嘉琦   | 汪愛鈺   | 高二一班的學生 易遙的同學 喜歡欺負易遙                                                     |
| 宋唯     | 胡佩     | 高二一班的學生 易遙的同學 喜歡欺負易遙                                                     |
| 任重     | 班主任   | 高二一班的班主任                                                                           |

## 电影歌曲
| 曲序 | 曲目             | 演唱     |
| ---- | ---------------- | -------- |
| 1.   | 如河（主题曲）   | 张韶涵   |
| 2.   | 不哭（推广曲）   | Sunnee   |
| 3.   | 再见青春（插曲） | 任素汐   |
| 4.   | 给妈妈（插曲）   | 房东的猫 |